# Bigamia
La bigamia è la condizione di chi, essendo legalmente coniugato, contrae un ulteriore matrimonio, o di chi, non coniugato, contrae matrimonio con persona già coniugata.
Consentita in diversi Paesi del mondo, in Italia costituisce un delitto contro la famiglia, previsto dall'art. 556 del codice penale.

## Ordinamento italiano
Secondo l'art. 556 c.p., Chiunque, essendo legato da matrimonio avente effetti civili, ne contrae un altro, pur avente effetti civili, è punito con la reclusione da uno a cinque anni. Alla stessa pena soggiace chi, non essendo coniugato, contrae matrimonio con persona legata da matrimonio avente effetti civili.

La pena è aumentata se il colpevole ha indotto in errore la persona, con la quale ha contratto matrimonio, sulla libertà dello stato proprio o di lei.

Se il matrimonio, contratto precedentemente dal bigamo, è dichiarato nullo, ovvero è annullato il secondo matrimonio per causa diversa dalla bigamia, il reato è estinto, anche rispetto a coloro che sono concorsi nel reato, e, se vi è stata condanna, ne cessano l'esecuzione e gli effetti penali.
I figli nati da una relazione coniugata bigama seguono le sorti dell'elemento psicologico dei genitori. In caso di buona fede anche solo unilaterale i figli nati si considerano legittimi solo a favore del coniuge di buona fede, saranno considerati naturali rispetto al coniuge di mala fede.